# 诺奥马
诺奥马（1958年2月23日—），马来西亚政治人物。自1995年马来西亚大选以来代表国民阵线当选为雪兰莪丹绒加弄的国会议员。2018年马来西亚第十四届大选，他继续连任该议席。2022年不获委派上阵。
他曾经担任马来西亚城市发展与房地部长，也曾是巫统中央委员和雪兰莪州巫统主席。2018年6月30日，获选为巫统最高理事会成员。2023年1月27日，诺奥玛被指控在第15届全国大选中蓄意破坏巫统，而受到巫统的纪律对付冻结6年党籍，在诺奥玛的要求下于当日被巫统最高理事会开除。2024年7月，他宣布加入土著团结党。

## 备注
1. ↑  诺奥马因密切接触冠状病毒确诊患者而须要隔离，直到9月11日才正式宣誓就任[1]